# Carl Anker Jensen
Carl Anker Jensen (født 17. april 1925 i Viborg, død 15. februar 2020 smst.) var en dansk politiker, og medlem af socialdemokratiet. Fra 1990 til 1997 var han borgmester for Viborg Kommune.